# Niphargus stochi
Niphargus stochi is een vlokreeftensoort uit de familie van de Niphargidae. De wetenschappelijke naam van de soort is voor het eerst geldig gepubliceerd in 1994 door G. Karaman.